# Club Deportivo Liberal Ismael Rodriguez
Maillots
Le CD Liberal Ismael Rodriguez est un club de football salvadorien basé à San Miguel.
Le club évolue pendant plusieurs saisons en deuxième division, avant de se voir reléguer en troisième division.